# Драма в Мексиці
«Драма в Мексиці» (фр. Un drame au Mexique) — один з ранніх прозових творів французького письменника Жюля Верна. Вперше опублікований 1851 року під назвою «Перші кораблі Мексиканського флоту» (фр. L'Amérique du Sud. Etudes historiques. Les Premiers Navires de la Marine Mexicaine) в журналі «Musée des familles». Вперше був проілюстрований Еженом Форестом та Олександром де Баром.
25 листопада 1876 року разом з романом «Михайло Строгов» твір був виданий окремою книгою з шістьма ілюстраціями Жюля Фера.

## Історія написання
1851 року Верн зустрів земляка з міста Нант П'єра-Мішеля-Франсуа Шевал'є (відомого також як Пітр-Шевал'є), який був головним редактором журналу «Musée des familles». Він шукав автора, здатного захопливо писати про географію, історію, науку та технології, не втрачаючи при цьому освітнього компоненту. Верн з притаманною йому тягою до наук і особливо до географії, виявився потрібною кандидатурою
. Перша надана для друку розповідь «Перші кораблі Мексиканського флоту» Пітр-Шевал'є опубликовав у липні 1851 року. В листі до батька Жюль Верн визнавав, що створив цю розповідь під впливом пригодницьких романів Фенімора Купера. З 1857 року розповідь почала перекладатися іншими мовами.

## Сюжет
«18 жовтня 1825 року іспанські судна, корвет „Азія“ та 8-гарматний бриг „Констанція“, кинули якір в порту одного з Маріанських островів — Гуам». Два військових кораблі колись могутньої іспанської морської держави тримають курс на Філіппіни. Але судна охоплює бунт під керівництвом лейтенанта Мартінеса та марсового матроса Хосе. Вони хотятт захопити кораблі та продати їх новоутвореній Мексиканській конфедерації. За зраду та смерть капітана Дона Ортева юнга Пабло дає клятву помситися. Разом зі старшим матросом Якопо вони потайки лишають стан бунтівників.
З Акапулько Мартінез і Хосе вирушають до столиці Мексики за дозволом нового президента. Однак в цій мандрівці їх переслідують невдачі, які вони сприймають як погані прикмети. Мартінез на межі божевілля вбиває Хосе і кидається до каньону. На іншому кінці мосту перед ним з'являється Пабло, але зворотний шлях вже відрізаний, оскільки там вже стоїть Якопо. Пабло та Якопо ріжуть міцні ліани, і міст разом з Мартінезом падає у безодню.
«Ось так і народився мексиканський військовий флот. З іспанських суден, проданих зрадниками новому республіканському уряду. Ці кораблі стали початком невеликої ескадри, яка потім воювала проти американських військових суден за Каліфорнію та Техас»